# 알랭 퀴니
알랭 퀴니(프랑스어: Alain Cuny, 1908년 7월 12일 ~ 1994년 5월 16일)는 프랑스의 배우, 영화 감독이다.

## 영화
- 카사노바 (1992년)
- 까미유 끌로델 (1988년)
- 죽음의 연대기 (1987년)
- 탐정 (1985년)
- 시실리 마피아 (1984년)
- 바실레우스 쿼터 (1983년)
- 타임 마스터 (1982년)
- 그리스도는 에볼리에서 멈추었다 (1979년)
- 프로세네티 (1976년)
- 고귀한 희생 (1976년)
- 이 일 카사노바 디 펠리니? (1975년)
- 돈 터치 더 화이트 우먼 (1974년)
- 엠마뉴엘 (1974년)
- 매니 워즈 어고우 (1970년)
- 은하수 (1969년)
- 사티리콘 (1969년)
- 커럽션 (1963년)
- 달콤한 인생 (1960년)
- 연인들 (1958년)
- 노틀담의 꼽추 (1956년) - 프롤로 역
- 붉은 셔츠 (1952년)
- 동백꽃 없는 숙녀 (1950년)
- 밤의 방문객 (1942년)
- 폭풍우 (1941년)